# Aterica albimacula
Aterica albimacula är en fjärilsart som beskrevs av James John Joicey och Talbot 1921. Aterica albimacula ingår i släktet Aterica och familjen praktfjärilar. Inga underarter finns listade i Catalogue of Life.